# 御社でインターンよろしいでしょうか?
『御社でインターンよろしいでしょうか?』（おんしゃでインターンよろしいでしょうか?）は2021年10月9日よりBS-TBS、およびBS-TBS 4Kにて放送されているビジネス情報バラエティ番組。

## 概要
現在の旬な日本の大手企業に若手芸能人が1日限りのインターンを体験するビジネス情報バラエティ番組。

## レギュラー出演者
- 増田英彦（ますだおかだ）
- 塚地武雅（ドランクドラゴン）
- 鈴木拓（ドランクドラゴン）

## ネット局
| 放送対象地域 | 放送局            | 放送期間                      | 放送日時                                                                                 | 備考             |
| ------------ | ----------------- | ----------------------------- | ---------------------------------------------------------------------------------------- | ---------------- |
| 日本全国     | BS-TBS/ BS-TBS 4K | 2021年10月9日 - 2025年3月22日 | 第2・第4土曜→月1回土曜 18:30 - 19:00 ※第1土曜を除く第2〜最終土曜のいずれか（再放送含む） | 4K放送も同時実施 |
| 日本全国     | BS-TBS/ BS-TBS 4K | 2025年4月27日 -               | 第2・第4日曜 18:00 - 18:30 （再放送含む）                                                | 4K放送も同時実施 |

## 放送リスト
| 回 | 放送日         | 放送内容                                                                                              | 出演者                                                                           | インターン先の企業                 | 備考          |
| -- | -------------- | --- | -------------------------------------------------------------------------------- | ---------------------------------- | ------------- |
| 1  | 2021年 10月9日 | かっぱ寿司! 人気メニュー開発現場に潜入                                                                | 増田英彦 まつきりな                                                              | かっぱ寿司                         |               |
| 2  | 10月23日       | 買取専門なんぼや! ブランド品査定のヒミツ                                                              | 増田英彦 藤井サチ                                                                | なんぼや                           |               |
| 3  | 11月13日       | 宅配食材の大手コープデリ! 大ヒット商品の裏側                                                          | 増田英彦 木下彩音                                                                | コープデリ                         |               |
| 4  | 11月27日       | 花嫁の父は必見! 結婚式場のノバレーゼに潜入                                                            | 塚地武雅 中川梨花                                                                | ノバレーゼ                         |               |
| 5  | 12月11日       | お菓子メーカー湖池屋の開発現場に潜入!                                                                 | 塚地武雅 井口綾子                                                                | 湖池屋                             |               |
| 6  | 12月25日       | 天空のペンギン! サンシャイン水族館に潜入                                                              | 増田英彦 都丸紗也華                                                              | サンシャイン水族館                 |               |
| 7  | 2022年 1月22日 | 就活生必見! 注目企業デジタルガレージに潜入                                                            | 塚地武雅 工藤美桜                                                                | デジタルガレージ                   |               |
| 8  | 1月29日        | 長崎ちゃんぽんのリンガーハットに潜入                                                                  | 塚地武雅 杉本愛里                                                                | リンガーハット                     |               |
| 9  | 2月12日        | 年商1000億超え! ワークマンに潜入                                                                      | 増田英彦 林凜                                                                    | ワークマン                         |               |
| 10 | 2月26日        | 宅配ピザのピザーラ! 商品開発部に潜入                                                                  | 塚地武雅 越智ゆらの                                                              | ピザーラ                           |               |
| 11 | 3月12日        | 物流業界の革命児! SBSホールディングス                                                                 | 塚地武雅 凜咲子                                                                  | SBSホールディングス                |               |
| 12 | 3月26日        | 宝石専門チャンネルGSTVの新社屋に潜入                                                                  | 増田英彦 梅山涼                                                                  | GSTV                               |               |
| 13 | 4月23日        | 激安! 中華チェーン日高屋に潜入                                                                        | 塚地武雅 鈴木美羽                                                                | 日高屋                             |               |
| 14 | 4月30日        | バンダイナムコエンターテインメントに潜入                                                              | 塚地武雅 後藤萌咲                                                                | バンダイナムコエンターテインメント |               |
| 15 | 5月14日        | ホワイトタイガーの健康診断! 東武動物公園                                                              | 塚地武雅 横田未来                                                                | 東武動物公園                       |               |
| 16 | 5月28日        | 想像力を掘り起こせ! 次世代教育のスコップ                                                              | 増田英彦 櫻井音乃                                                                | スコップ                           |               |
| 17 | 6月11日        | ローソンのこだわり! スイーツ&コラボ商品                                                               | 増田英彦 ロン・モンロウ                                                          | ローソン                           |               |
| 18 | 6月25日        | 大手スポーツ用品のミズノに潜入                                                                        | 塚地武雅 迫田さおり 工藤美桜                                                     | ミズノ                             |               |
| 19 | 7月9日         | 輸入雑貨のPLAZA! 意外すぎる売れ筋は?                                                                  | 増田英彦 川本紗矢                                                                | PLAZA                              |               |
| 20 | 7月23日        | 通常の25倍! メガネスーパー細かすぎる視力検査                                                          | 増田英彦 新田さちか                                                              | メガネスーパー                     | [ 1 ]         |
| 21 | 8月13日        | 日高屋&湖池屋で追加インターンSP!                                                                      | 塚地武雅 鈴木美羽 中川梨花                                                       | 日高屋 湖池屋                      | [ 1 ]         |
| 22 | 8月27日        | 驚きの宅配サービス! 明治の特約店セイワミルク                                                          | 増田英彦 倉沢しえり                                                              | セイワミルク                       |               |
| 23 | 9月10日        | 進化する毛髪! アートネイチャーの裏側に潜入                                                            | 塚地武雅 芋生悠 工藤美桜                                                         | アートネイチャー                   |               |
| 24 | 9月24日        | 資産運用のプロ! 大和アセットマネジメント                                                              | 増田英彦 井口綾子                                                                | 大和アセットマネジメント           |               |
| 25 | 10月8日        | 星野リゾートの新ブランド! ご近所を楽しむ宿                                                            | 増田英彦 飯島未賀                                                                | 星野リゾート                       |               |
| 26 | 10月22日       | 家電専門店ノジマ! 感動接客&アイデア家電SP                                                             | 鈴木拓 木下彩音                                                                  | ノジマ                             |               |
| 27 | 11月12日       | マンガボックスでお仕事! 「サワコ」コラボSP                                                            | 平野ノラ 松本怜生                                                                | マンガボックス                     |               |
| 28 | 11月26日       | ニチレイフーズの工場に潜入! ドラマコラボSP                                                            | 塚地武雅 清水麻璃亜                                                              | ニチレイフーズ                     | [ 2 ]         |
| 29 | 12月10日       | コナカの革新的スーツ&神接客の極意SP                                                                   | 増田英彦 能登谷このん                                                            | コナカ                             |               |
| 30 | 12月24日       | シウマイ弁当の崎陽軒! 工場の裏側を大公開SP                                                            | 増田英彦 川本紗矢                                                                | 崎陽軒                             |               |
| 31 | 2023年 1月14日 | ワークマン&リンガーハット追加インターンSP                                                             | 増田英彦 塚地武雅 杉本愛里 林凜                                                  | ワークマン リンガーハット          |               |
| 32 | 1月28日        | 激安の秘密は? 業務用食材通販サイトのMマート                                                           | 塚地武雅 田中日南乃                                                              | Mマート                            |               |
| 33 | 2月11日        | フラガールと共演! スパリゾートハワイアンズ                                                            | 増田英彦 木下彩菜                                                                | スパリゾートハワイアンズ           |               |
| 34 | 2月25日        | 家系ラーメン壱角家・肉寿司を経営するガーデン                                                          | 塚地武雅 服部彩香                                                                | ガーデン                           |               |
| 35 | 3月11日        | POLAでインターン                                                                                      | 増田英彦 日下部美愛                                                              | ポーラ                             |               |
| 36 | 3月25日        | お天気キャスター森田正光さんのウェザーマップ                                                          | 増田英彦 竹野留里                                                                | ウェザーマップ                     |               |
| 37 | 4月22日        | 飯島寛騎参戦! ドラマ「僕らの食卓」コラボSP                                                            | 塚地武雅 飯島寛騎                                                                | ウォルト・ジャパン                 | [ 3 ]         |
| 38 | 4月29日        | コンタクトレンズのシード! 巨大施設に潜入                                                              | 塚地武雅 木下彩音                                                                | シード                             |               |
| 39 | 5月13日        | アイデア商品で大ヒット! 注目の家電メーカー                                                            | 増田英彦 安田乙葉                                                                | サンコー                           |               |
| 40 | 5月27日        | 創業120年! 江ノ電の立ち入り禁止エリアで…                                                              | 塚地武雅 瀧野由美子（STU48）                                                     | 江ノ島電鉄                         |               |
| 41 | 6月10日        | ぎょうざの満州でインターン                                                                            | 塚地武雅 谷崎早耶（≠ME）                                                         | ぎょうざの満州                     |               |
| 42 | 6月24日        | サンシャイン水族館                                                                                    | 増田英彦 浦川翔平（THE RAMPAGE）                                                 | サンシャイン水族館                 |               |
| 43 | 7月8日         | アイドルが猛獣にエサやり! 東武動物公園                                                                | 塚地武雅 山崎空（AKB48 17期研究生）                                              | 東武動物公園                       |               |
| 44 | 7月22日        | 築地銀だこに潜入! 怪談新耳袋コラボSP                                                                  | 塚地武雅 菅田愛貴（超ときめき♡宣伝部）                                           | 築地銀だこ                         | [ 4 ]         |
| 45 | 8月12日        | お弁当の必需品! 広島の絶好調企業あじかん                                                              | 増田英彦 今村美月（STU48）                                                       | あじかん                           |               |
| 46 | 8月26日        | コロンビア・スポーツウェア                                                                            | 増田英彦 真中まな（FRUITS ZIPPER）                                               | コロンビア・スポーツウェア         |               |
| 47 | 9月9日         | 八芳園                                                                                                | 塚地武雅 菅波美玲（≠ME）                                                         | 八芳園                             |               |
| 48 | 9月23日        | 北九州出張SP! 産業用ロボ世界トップシェアの安川電機に潜入                                              | 塚地武雅 上田理子（ばってん少女隊）                                              | 安川電機                           |               |
| 49 | 10月14日       | 頑張るアイドル一挙見せますSP                                                                          | [ 5 ]                                                                            | （なし）                           | 総集編        |
| 50 | 10月28日       | キッザニアに潜入! 放送50回記念SP                                                                      | 増田英彦 岸みゆ（#ババババンビ）                                                 | キッザニア東京                     |               |
| 51 | 11月11日       | ドラマ「天狗の台所」コラボSP                                                                          | 塚地武雅 駒木根葵汰                                                              | テーブルマーク                     | [ 6 ]         |
| 52 | 11月25日       | タピオカだけじゃない! 貢茶（ゴンチャ）の秘密                                                          | 鈴木拓 谷崎早耶（≠ＭＥ）                                                         | 貢茶                               |               |
| 53 | 12月9日        | 沖縄の高級リゾート出張スペシャル                                                                      | 塚地武雅 本間日陽（NGT48）                                                       | オリエンタルホテル沖縄リゾート     |               |
| 54 | 12月23日       | 未公開&クリスマスプレゼント大放出SP                                                                   | [ 7 ]                                                                            | （なし）                           | 総集編        |
| 55 | 2024年 1月13日 | 大人気マンガ「推し武道」の編集部でお仕事!                                                             | 塚地武雅 蟹沢萌子（≠ME）                                                         | 徳間書店                           |               |
| 56 | 1月23日        | 古川毅が参戦! 「夫婦の秘密」コラボSP                                                                  | 塚地武雅 古川毅（SUPER★DRAGON）                                                  | 京成電鉄                           | [ 8 ]         |
| 57 | 2月10日        | ヒット商品連発! ユニーク家電のサンコー                                                                | 増田英彦 羽賀朱音（モーニング娘。'24）                                           | サンコー                           |               |
| 58 | 2月24日        | 初の神戸ロケ! P&Gでアイドルがお仕事                                                                   | 塚地武雅 石田千穂（STU48）                                                       | P&Gジャパン                        | [ 9 ]         |
| 59 | 3月9日         | 格安航空券のPeach! 航空機内でCA体験                                                                   | 塚地武雅 吉川ひより（超ときめき♡宣伝部）                                         | Peach Aviation                     | [ 10 ]        |
| 60 | 3月23日        | 横浜DeNAベイスターズ応援スペシャル                                                                    | 塚地武雅 立花琴未（CANDY TUNE）                                                  | 横浜DeNAベイスターズ               |               |
| 61 | 4月27日        | AKB研究生がスヌーピーミュージアムへ!                                                                  | 塚地武雅 迫由芽実（AKB48 18期研究生） 工藤華純（AKB48 18期研究生）               | スヌーピーミュージアム             | [ 11 ]        |
| 62 | 5月11日        | ドラマコラボSP 山崎紘菜&小笠原海が参戦                                                                | 増田英彦 山崎紘菜 小笠原海（超特急）                                             | 万葉倶楽部                         | [ 12 ]        |
| 63 | 6月22日        | 人気チェーン店「日高屋」に竹内朱莉&森戸知沙希が潜入!?                                                 | 塚地武雅 竹内朱莉 森戸知沙希                                                     | 日高屋                             | [ 13 ]        |
| 64 | 7月13日        | 観光バス会社「はとバス」でまるぴと福留光帆がバスガイド体験!?                                          | 増田英彦 まるぴ 福留光帆                                                         | はとバス                           |               |
| 65 | 8月24日        | 瀬戸利樹と吉田仁人が「すし銚子丸」でインターン!                                                       | 鈴木拓 瀬戸利樹 吉田仁人（M!LK）                                                 | すし銚子丸                         |               |
| 66 | 9月14日        | AKB48高橋彩音と橋本陽菜が大手食品会社「株式会社明治」でインターン!                                    | 増田英彦 高橋彩音（AKB48） 橋本陽菜（AKB48）                                     | 明治                               |               |
| 67 | 10月12日       | ドラマ「天狗の台所 Season2」の駒木根葵汰と越山敬達が寝具でおなじみの西川株式会社でインターン!         | 塚地武雅 駒木根葵汰 越山敬達                                                     | 西川                               | [ 14 ]        |
| 68 | 11月23日       | わーすたの廣川奈々聖と松田美里が洋菓子の「不二家」でインターン!                                       | 増田英彦 廣川奈々聖（わーすた） 松田美里（わーすた）                             | 不二家                             | [ 15 ]        |
| 69 | 12月28日       | BEYOOOOONDSの西田汐里と岡村美波が「モランボン」でインターン!                                          | 塚地武雅 西田汐里（BEYOOOOONDS/CHICA#TETSU） 岡村美波（BEYOOOOONDS/雨ノ森 川海） | モランボン                         | [ 16 ]        |
| 70 | 2025年 1月25日 | ≒JOYの江角怜音と村山結香がアパホテル&リゾート東京ベイ幕張でインターン!                                | 増田英彦 江角怜音（≒JOY） 村山結香（≒JOY）                                       | アパホテル&リゾート東京ベイ幕張    |               |
| 71 | 2月22日        | 超ときめき♡宣伝部の坂井仁香と菅田愛貴がドギーマンハヤシでインターン!                                  | 塚地武雅 坂井仁香（超ときめき♡宣伝部） 菅田愛貴（超ときめき♡宣伝部）             | ドギーマンハヤシ                   |               |
| 72 | 4月27日        | 木曜ドラマ23「すぱいす。」出演! 奥野壮と吉田凛音がアイリスオーヤマ株式会社でインターン!               | 増田英彦 奥野壮 吉田凛音                                                         | アイリスオーヤマ                   | [ 17 ] [ 18 ] |
| 73 | 5月25日        | SUPER★DRAGONの池田彪馬と原因は自分にある。の吉澤要人が自動車用照明機器メーカー小糸製作所でインターン! | 塚地武雅 池田彪馬(SUPER★DRAGON) 吉澤要人(原因は自分にある。)                     | 小糸製作所                         |               |
| 74 | 6月22日        | Juice=Juiceの工藤由愛と遠藤彩加里が講談社のマンガ雑誌「モーニング」編集部でインターン!                | 増田英彦 工藤由愛(Juice=Juice) 遠藤彩加里(Juice=Juice)                           | 講談社                             |               |
| 75 | 7月27日        | わーすたの小玉梨々華と三品瑠香がベーカリーカフェの「サンマルクカフェ」でインターン！                  | 塚地武雅 小玉梨々華（わーすた） 三品瑠香（わーすた）                             | サンマルクカフェ                   |               |

## 主なスタッフ
- ナレーター：林高也
- 構成：佐藤優介
- 撮影：江藤恭真、田中秀幸、高梨怜生
- 音声：佐々木雄也
- 編集：久保田和樹、加藤光岳
- MA：引地貴大
- 音響効果：中條賢
- CG：前川恭平
- 技術協力：ジェイ・クルー、メディア・リース
- 営業：川村泰士（BS-TBS）
- 宣伝：山元愛理（BS-TBS）
- アシスタントディレクター：金子望美
- ディレクター：金子大輔、平野大志
- プロデューサー：高橋典代
- 制作プロデューサー：杉山貴久（BS-TBS）
- 制作協力：TBS SPARKLE
- 制作著作：BS-TBS